# Opere e progetti di architettura di Mies van der Rohe
Di seguito si fornisce una rassegna dei principali e più noti progetti di Ludwig Mies van der Rohe ordinati cronologicamente, organizzati secondo le grandi fasi della produzione dell'architetto.

## L'inizio della carriera
- 1907 Casa Riehl, Neubabelsberg, Germania
- 1910 Progetto di monumento a Bismarck
- 1911 Casa Perls, Berlino, Germania
- 1913 Casa Werner, Berlino, Germania
- 1915 Casa Urbig, Berlino, Germania
- 1921 Progetto di grattacielo sulla Friedrichstraße, Berlino, Germania
- 1922 Casa Eichstaedt, Berlino, Germania
- 1922 Feldmann, Berlino, Germania
- 1922 Progetto di edificio per uffici in cemento
- 1923 Progetto della casa di campagna in cemento
- 1924 Progetto della casa di campagna in mattoni
- 1924 Mosler-House, Babelsberg, Germania

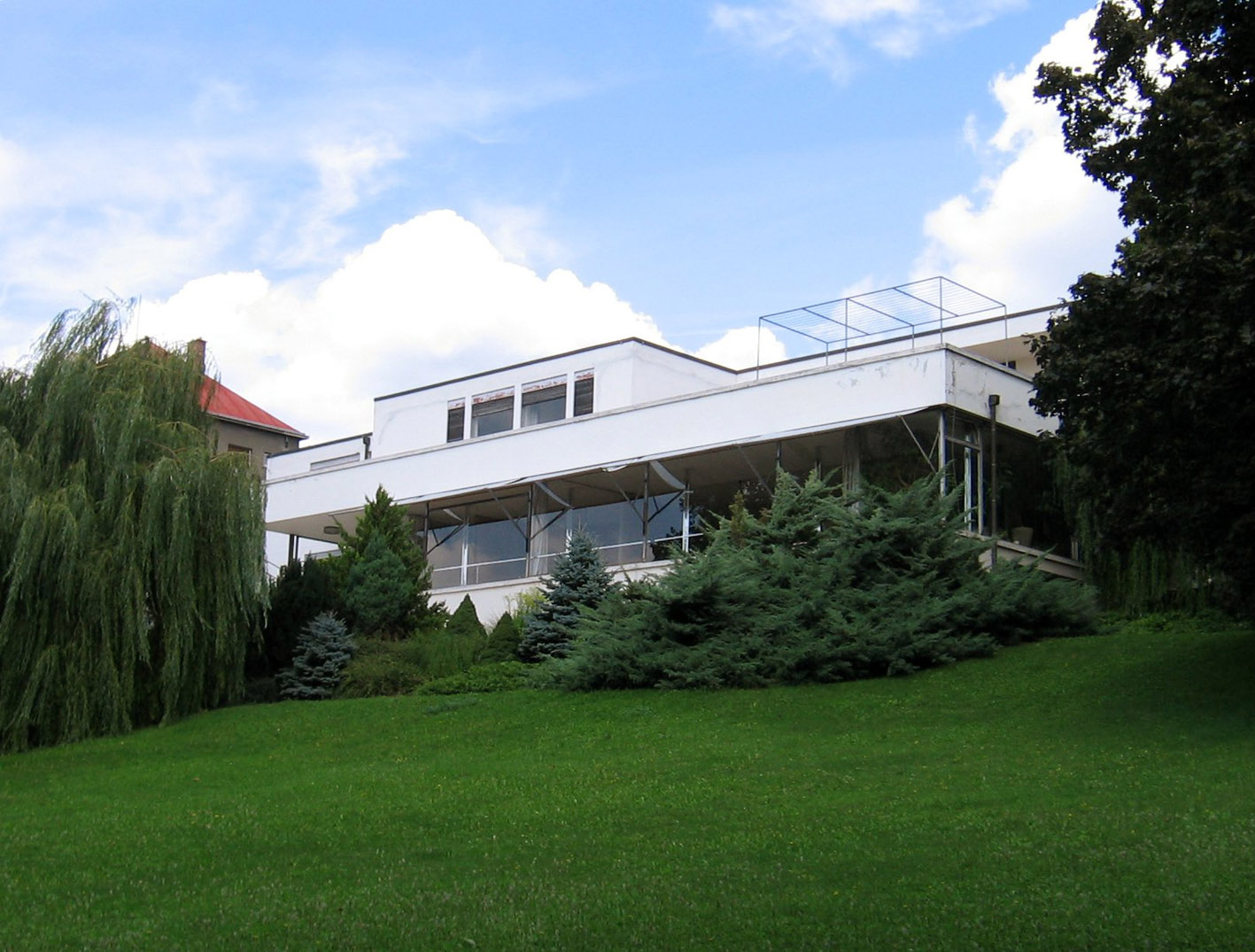
Villa Tugendhat

- 1925 Progetto della casa Eliat
- 1925 casa Wolf, Guben, Germania

## Werkbund
- 1926 Monumento a Rosa Luxemburg e Karl Liebknecht, Berlino, Germania, demolito
- 1927 Casa in linea al Weißenhof, Stoccarda, Germania
- 1928 Progetto di riqualificazione della Alexanderplatz, Berlino, Germania
- 1928 Progetto dei Grandi magazzini Adam, Berlino, Germania
- 1928 Casa Lange e Casa Esters, Germania
- 1929 Padiglione di Barcellona, Barcellona, Spagna
- 1929–1930 Villa Tugendhat, Brno, Repubblica Ceca
- 1929 Progetto di Casa Nodle, Berlino, Germania
- 1929 Progetto di stabile per uffici sulla Friedrichstraße, Berlino, Germania
- 1930 Progetto del Golf Club, Krefeld, Germania
- 1930 Appartamenti Johnson, New York e Berlino
- 1930 Complesso industriale VerSeidAG, Krefeld, Germania
- 1931 Progetti per il Berliner Bauausstellung
- 1932 Casa Lemke, Berlino, Germania
- 1933 Progetto per la Reichsbank, Berlino, Germania
- 1937 Appartamento Lohan, Berlino, Germania
- 1937 Progetto per l'edificio amministrativo per il VerSeidAG, Krefeld, Germania

## Stati Uniti

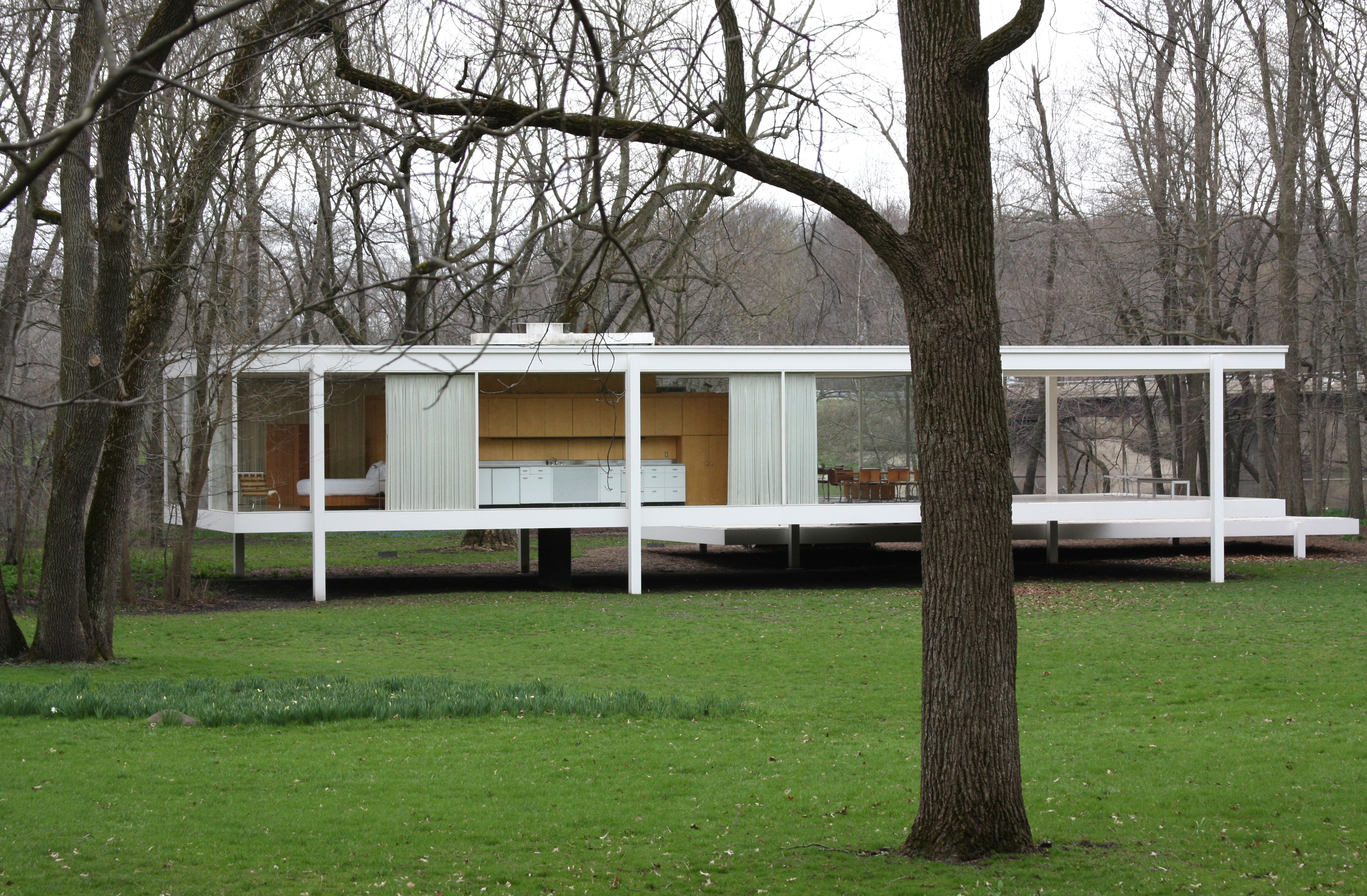
Farnsworth House

- 1937 Progetto per casa Resor, Jackson Hole, Wyoming
- 1942 Progetto per museo e sala da concerto per una piccola città
- 1946 Appartamenti, Promontory, Chicago, Illinois
- 1946 Casa Farnsworth, Plano, Illinois
- 1948 Edificio per appartamenti Algonquin, Chicago, Illinois
- 1948 Edificio per appartamenti Lake Shore Drive 860-880, Chicago, Illinois
- 1949 Edificio per appartamenti Algonquin, Chicago, Illinois
- 1950 Progetto di casa 50x50
- 1951 Casa Robert Mc Cormick, Elmhurst, Illinois
- 1953 Edificio per appartamenti Esplanade, Chicago, Illinois
- 1954 Museum of Fine Arts, Houston, Texas
- 1955 Casa Morris Greenwald, Weston, Connecticut
- 1955 Lafayette Park, Detroit, Michigan
- 1955 Edificio per appartamenti Battery Park, New York City
- 1957 Progetto per edificio amministrativo della Bacardi Ron S.A., Santiago, Cuba
- 1958 Crown Hall, Illinois Institute of Technology, Chicago, Illinois
- 1958 Seagram Building, New York City, New York

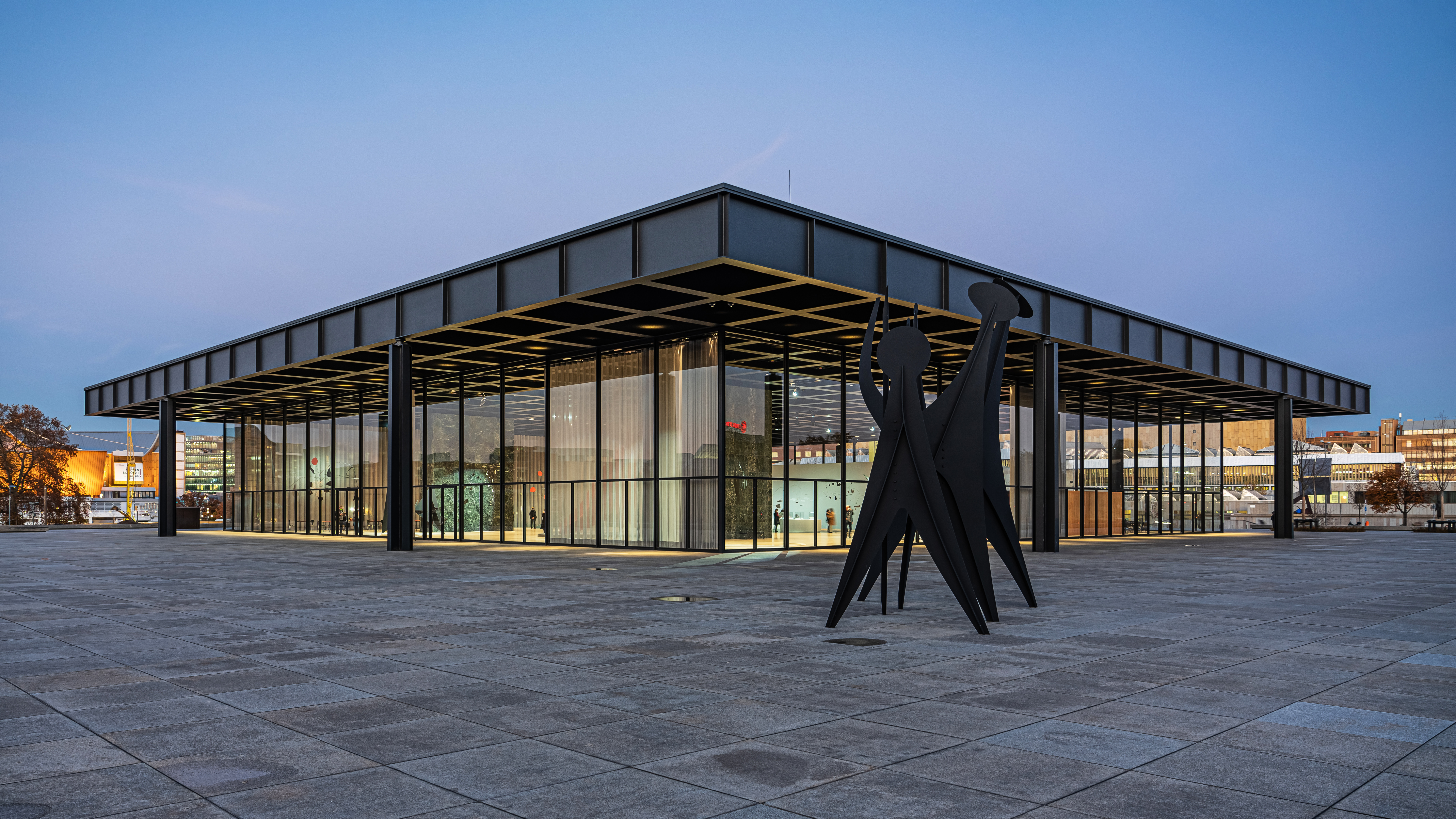
Neue Nationalgalerie di Berlino

- 1958 Branch Brook Park Pavillon, Newark, New York
- 1958 Edificio amministrativo della Bacardi Ron S.A., Città del Messico
- 1959 Edificio per uffici Home Federal Savings and Loan Association, Des Moines
- 1959 Chicago Federal Center, Chicago, Illinois
- 1960 Torri Lafayette, Detroit, Michigan
- 1960 One Charles Center, Baltimora, Maryland
- 1961 Progetto di nuova chiesa Episcopale, Chicago, Illinois
- 1962 Edificio per appartamenti Lakeview 2400, Chicago, Illinois
- 1962 Meredith Hall, Drake University, Des Moines, Iowa
- 1962 Science Hall, Duquesne University, Pittsburg, Pennsylvania
- 1962 Edificio amministrativo, Università di Chicago, Chicago, Illinois
- 1962 Neue Nationalgalerie, Berlino, Germania
- 1962 Edificio per appartamenti Highfield House, Baltimora, Maryland
- 1963 Toronto-Dominion Centre, Toronto, Canada
- 1965 Biblioteca Martin Luther King, Washington D.C.
- 1968 Stazione di servizio dell'Île des Sœurs, Montreal, Canada[1]